# Peano-Axiome
Die Peano-Axiome (auch Dedekind-Peano-Axiome oder Peano-Postulate) sind fünf Axiome, welche die natürlichen Zahlen und ihre Eigenschaften charakterisieren. Sie wurden 1889 vom italienischen Mathematiker Giuseppe Peano formuliert und dienen bis heute als Standardformalisierung der Arithmetik für metamathematische Untersuchungen. Während die ursprüngliche Version von Peano in Prädikatenlogik zweiter Stufe formalisiert werden kann, wird heute meist eine schwächere Variante in Prädikatenlogik erster Stufe verwendet, die als Peano-Arithmetik bezeichnet wird. Mit Ausnahme von Vertretern des Ultrafinitismus wird die Peano-Arithmetik in der Mathematik allgemein als korrekte und konsistente Charakterisierung der natürlichen Zahlen anerkannt. Andere Formalisierungen der natürlichen Zahlen, die mit der Peano-Arithmetik verwandt sind, sind die Robinson-Arithmetik und die Primitiv rekursive Arithmetik.
Richard Dedekind bewies bereits 1888 den sogenannten Isomorphiesatz von Dedekind, dass alle Modelle der Peano-Arithmetik mit Induktionsaxiom zweiter Stufe isomorph zum Standardmodell {\displaystyle \mathbb {N} } sind, d. h., dass die Struktur der natürlichen Zahlen so bis auf Benennung eindeutig charakterisiert wird. Dies gilt dagegen nicht für die erststufige Formalisierung, aus dem Satz von Löwenheim-Skolem folgt die Existenz von paarweise nicht isomorphen Modellen (u. a. Modellen jeder unendlichen Kardinalität), die die Peano-Axiome erfüllen.

## Axiome

### Ursprüngliche Formalisierung
Peano betrachtete ursprünglich 1 als kleinste natürliche Zahl. In seiner späteren Version der Axiome, die im Folgenden modern notiert sind, ersetzte er 1 durch 0. Die Axiome haben dann folgende Form:
1. {\displaystyle 0\in \mathbb {N} }
2. {\displaystyle \forall n(n\in \mathbb {N} \Rightarrow n'\in \mathbb {N} )}
3. {\displaystyle \forall n(n\in \mathbb {N} \Rightarrow n'\neq 0)}
4. {\displaystyle \forall n,m(m,n\in \mathbb {N} \Rightarrow (m'=n'\Rightarrow m=n))}
5. {\displaystyle \forall X(0\in X\land \forall n(n\in \mathbb {N} \Rightarrow (n\in X\Rightarrow n'\in X))\Rightarrow \mathbb {N} \subseteq X)}

Diese Axiome lassen sich folgendermaßen verbalisieren, wobei {\displaystyle n'} als „Nachfolger von {\displaystyle n}“ gelesen wird:
1. 0 ist eine natürliche Zahl.
2. Jede natürliche Zahl {\displaystyle n} hat eine natürliche Zahl {\displaystyle n'} als Nachfolger.
3. 0 ist kein Nachfolger einer natürlichen Zahl.
4. Natürliche Zahlen mit gleichem Nachfolger sind gleich.
5. Enthält die Menge {\displaystyle X} die 0 und mit jeder natürlichen Zahl {\displaystyle n} auch deren Nachfolger {\displaystyle n'}, so bilden die natürlichen Zahlen eine Teilmenge von {\displaystyle X}.

Das letzte Axiom heißt Induktionsaxiom, da auf ihm die Beweismethode der vollständigen Induktion beruht. Es impliziert insbesondere, dass jede nichtleere Menge natürlicher Zahlen ein kleinstes Element hat. Mit ihm lassen sich Addition und Multiplikation auf {\displaystyle \mathbb {N} } rekursiv definieren:
{\displaystyle m+0:=m\,}
{\displaystyle m+n':=(m+n)'\,}
{\displaystyle 0\cdot m:=0}
{\displaystyle n'\cdot m:=(n\cdot m)+m}
Die Eins definierte Peano als Nachfolger der Null:
{\displaystyle 1:=0'\,}
Aus dieser Definition folgt mit der Additionsdefinition für den Nachfolger {\displaystyle \,n'=n+1}.
Peano setzte als Rahmen eine Klassenlogik voraus. Sein Axiomensystem ist auch in der Mengenlehre interpretierbar oder auch in der Prädikatenlogik zweiter Stufe, da neben Zahlenvariablen im Induktionsaxiom auch die Mengenvariable {\displaystyle X} vorkommt.

### Formalisierung in der Prädikatenlogik erster Stufe
Die ursprüngliche Formalisierung enthält im Induktionsaxiom eine Quantifikation über Mengen von Objekten (siehe oben). Da aber in der Prädikatenlogik erster Stufe nicht über Mengen von Objekten quantifiziert werden kann, wird für die Formalisierung in der Logik der ersten Stufe das Induktionsaxiom durch ein schwächeres Axiomenschema in der Prädikatenlogik erster Stufe ersetzt. Dieses hat die folgende Form:
- {\displaystyle (\phi (0)\land \forall n(\phi (n)\Rightarrow \phi (n')))\Rightarrow \forall n\;\phi (n)} für alle Formeln {\displaystyle \phi (x)}

Gilt {\displaystyle \phi (0)} und folgt für jede Zahl n aus {\displaystyle \phi (n)} die Gültigkeit von {\displaystyle \phi (n')}, dann gilt die Formel {\displaystyle \phi (n)} für jede natürliche Zahl n.
Für jede Formel {\displaystyle \phi (x)} muss das entsprechende Induktionsaxiom hinzugefügt werden; die erststufige Version der Peano-Arithmetik enthält also eine unendliche Menge von Axiomen.